# Gan haSchloscha
Der Gan haSchloscha (hebräisch גַּן שְׁלוֹשָׁה Gan ha-Schlōschah, deutsch ‚Garten der drei‘) bzw. Sachne (arabisch الساخنة, DMG as-Sāchina ‚das Heiße‘) ist ein israelischer Nationalpark am Nordrand der Gilboa-Berge unweit von Bet Sche’an.
Kern des Parks sind drei ineinander übergehende Thermalpools mit Wasserfällen und Steinbrücken. Das 28 Grad warme Thermalwasser erlaubt ganzjährigen Badebetrieb. Eine in unmittelbarer Nähe gelegene alte Wassermühle, ein archäologisches Museum und die Rekonstruktion der Turm-und-Palisaden-Siedlung Tel Amal sind beliebte touristische Ziele.
Das Time Magazine hat den Park zum schönsten Ort Israels und einem der zwanzig exotischsten Plätze der Welt gewählt.
Der Name Garten der drei bezieht sich auf drei Kämpfer der Hagana (Aharon Etkin, Chaim Sturmann und David Mossinson), die 1938 in diesem Tal getötet wurden.

## Einzelnachweise

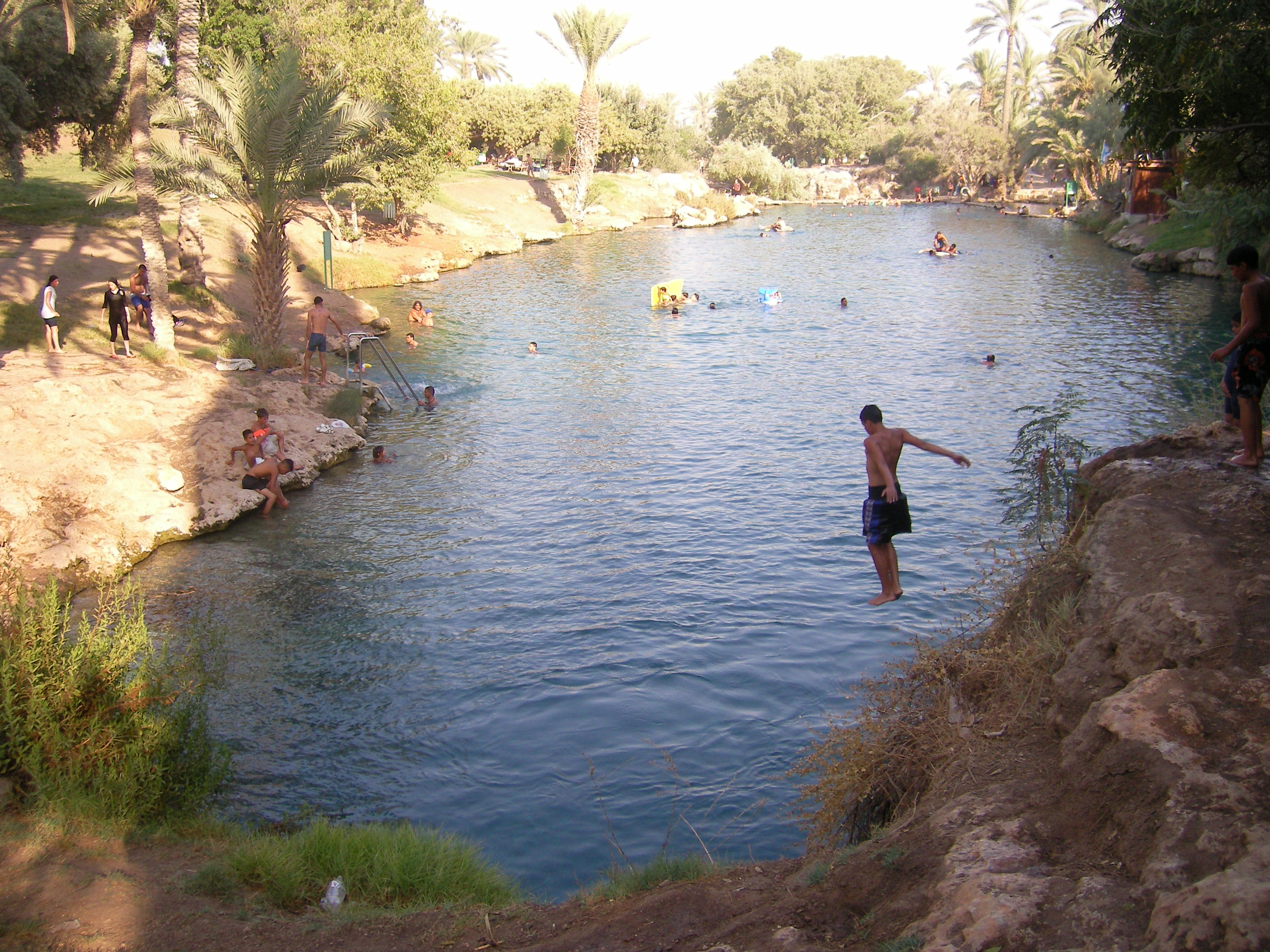
Thermalpool